# Biserica de lemn din Poiana Stampei

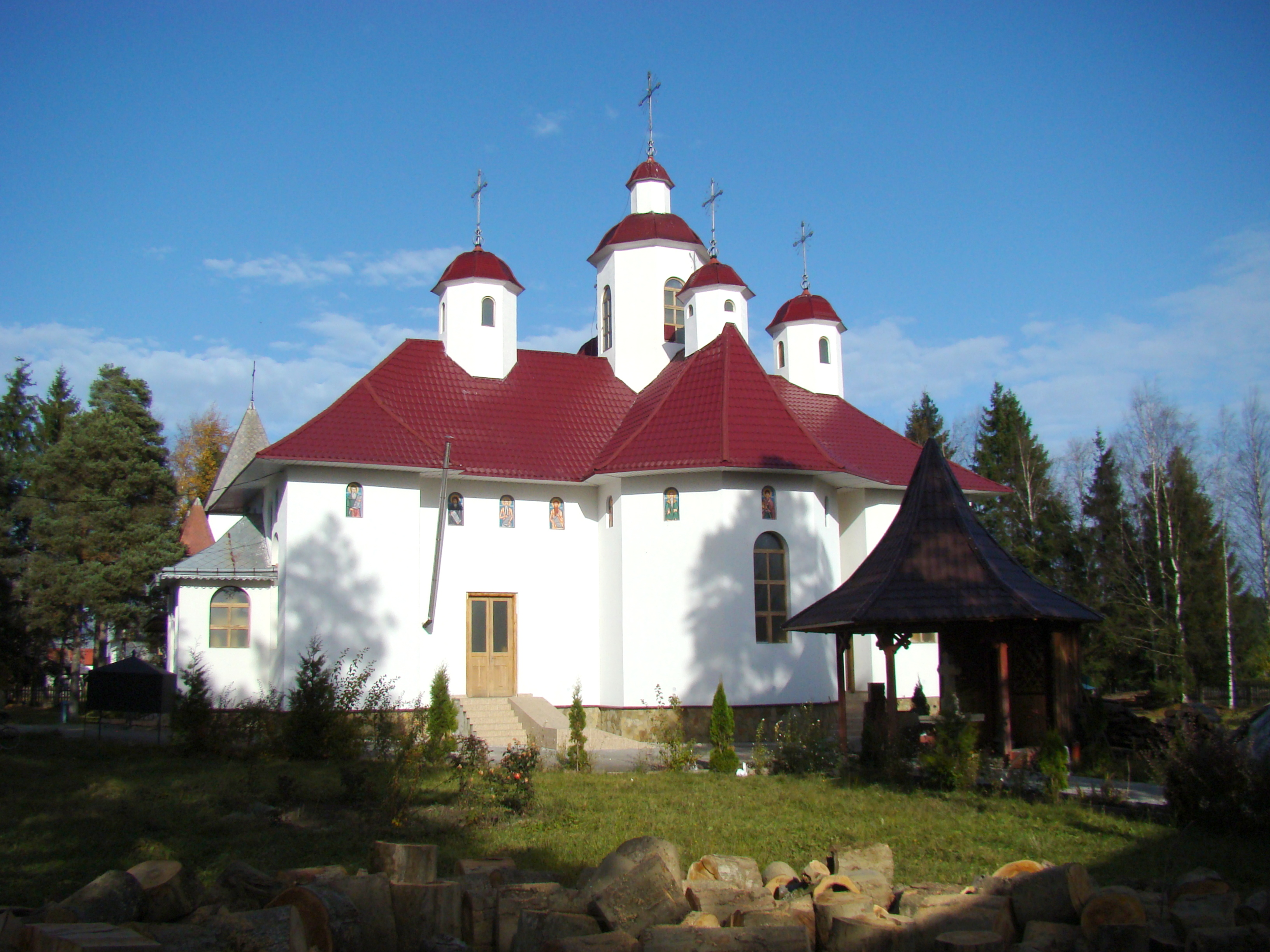
Biserica de lemn „Sfinții Arhangheli Mihail și Gavriil” din Poiana Stampei, județul Suceava, foto: octombrie 2014.

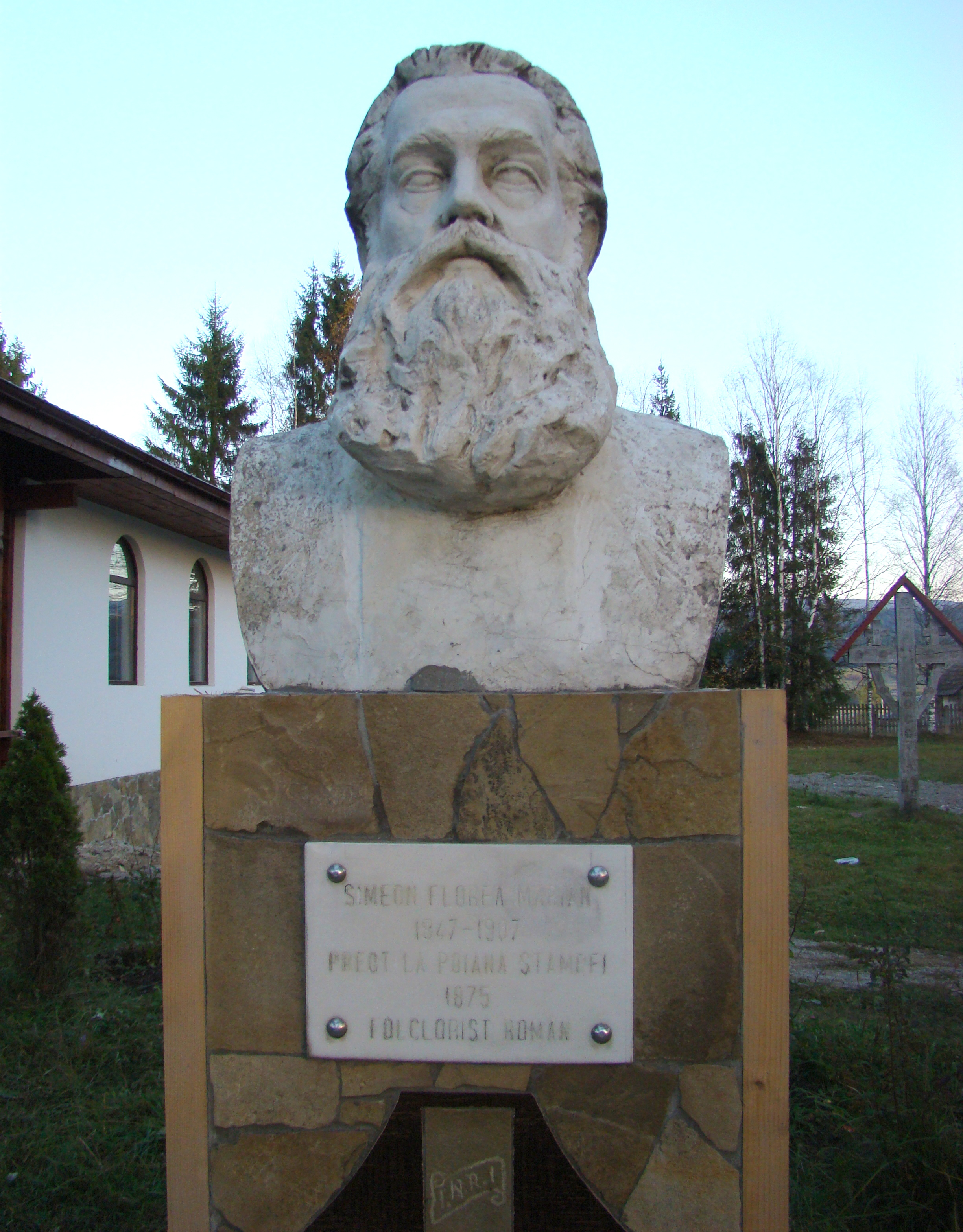
Bustul folcloristului și etnografului Simion Florea Marian, membru titular al Academiei Române.

Biserica de lemn din Poiana Stampei este un lăcaș de cult ortodox construit între anii 1883-1885 în satul Poiana Stampei din comuna omonimă aflată în județul Suceava. Biserica are hramul Sfinții Arhangheli Mihail și Gavriil și figurează pe Lista monumentelor istorice din județul Suceava din anul 2015, având codul de clasificare  SV-II-m-B-05588. Biserica și bunurile de patrimoniu pe care le adăpostea au fost în mare parte distruse de un incendiu puternic produs la data de 18 februarie 2015.

## Istoric și trăsături
Biserica este construită din lemn de brad între 1883-1885. Pentru obținerea aprobării ridicării bisericii, o delegație de locuitori ai comunei s-a deplasat de două ori la Viena. Pentru ca cererea să nu fie refuzată, ei s-ar fi folosit de prilejul fericit al căsătoriei prințului Rudolf al Austriei, fiul împăratului Franz Joseph, cu prințesa Stéphanie a Belgiei, în condițiile în care puterea austriacă, de sorginte catolică, nu privea cu ochi buni solicitările de ridicare de noi biserici ortodoxe pe teritoriul pe care îl stăpânea. Din păcate, căsătoria în cinstea căreia a fost ridicată biserica a avut un sfârșit tragic: prințul Rudolf, fire rebelă, s-a sinucis după câțiva ani, împreună cu amanta sa, la o partidă de vânătoare. Prințesa Stephanie i-a supraviețuit încă 56 de ani.
Trei elemente aduceau valoare bisericii, în afara construcției în sine: catapeteasma și icoanele împărătești, lucrate de pictorul bucovinean Epaminonda Bucevschi din Iacobeni, trei policandre din cristal oferite bisericii de regele Carol I al României și faptul că primul paroh al lăcașului de cult a fost renumitul academician și folclorist Simion Florea Marian. Biserica a fost pictată în stil tempera, pe pânză, de pictorul Vasile Pascu. În patrimoniul ei se păstrează și o Evanghelie tipărită la Sibiu, în anul 1859, de mitropolitul Ardealului Andrei Șaguna.

## Incendiul
În data de miercuri 18 februarie 2015, în jurul orei 9:40, pompierii au fost sesizați că biserica de lemn din Poiana Stampei arde mocnit pe interior. Incendiul a fost produs de un scurtcircuit la instalația de alimentare a unui calorifer electric, lăsat sub tensiune în altarul bisericii. Incendiul a distrus interiorul bisericii și bunurile de patrimoniu. În puținul timp avut la dispoziție până la propagarea incendiului, localnicii, în loc să salveze mai întâi bunurile de patrimoniu (icoanele împărătești, policandrele, cărțile și documentele) au pus la adăpost veșmintele preoțești, prapurii și scaunele din biserică. La dezastru au contribuit și lucrările de modernizare realizate fără aviz: schimbarea învelitorii acoperișului cu tablă tip Lindab, care a favorizat propagarea incendiului și îmbrăcarea pereților cu polistiren. Biserica figura pe lista monumentelor istorice încă din anul 1956 și era cel mai important obiectiv de la limita vestică a județului Suceava cu județul Bistrița-Năsăud.

## Vezi și
- Biserici de lemn din județul Suceava
- Poiana Stampei, Suceava

## Imagini

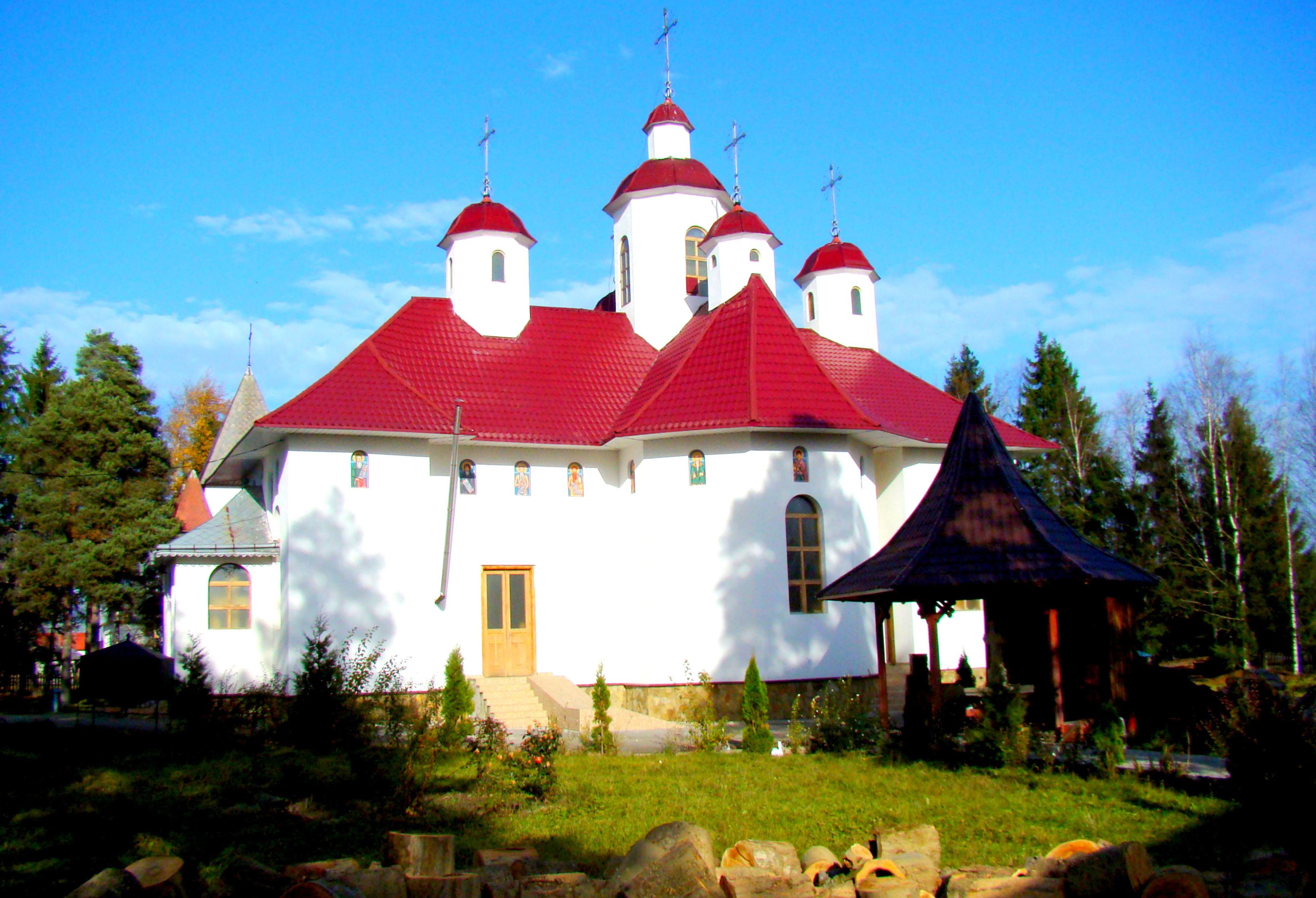
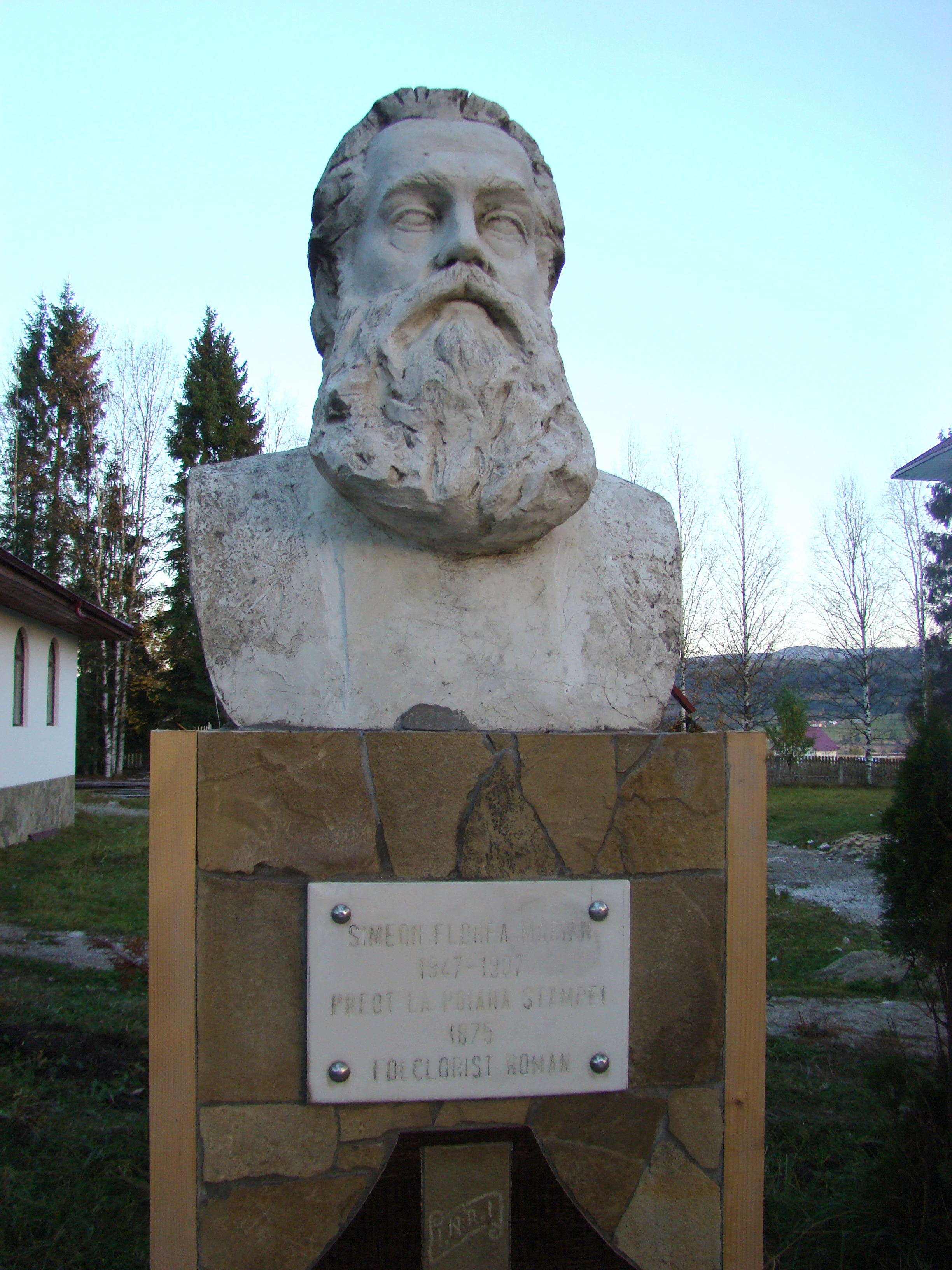
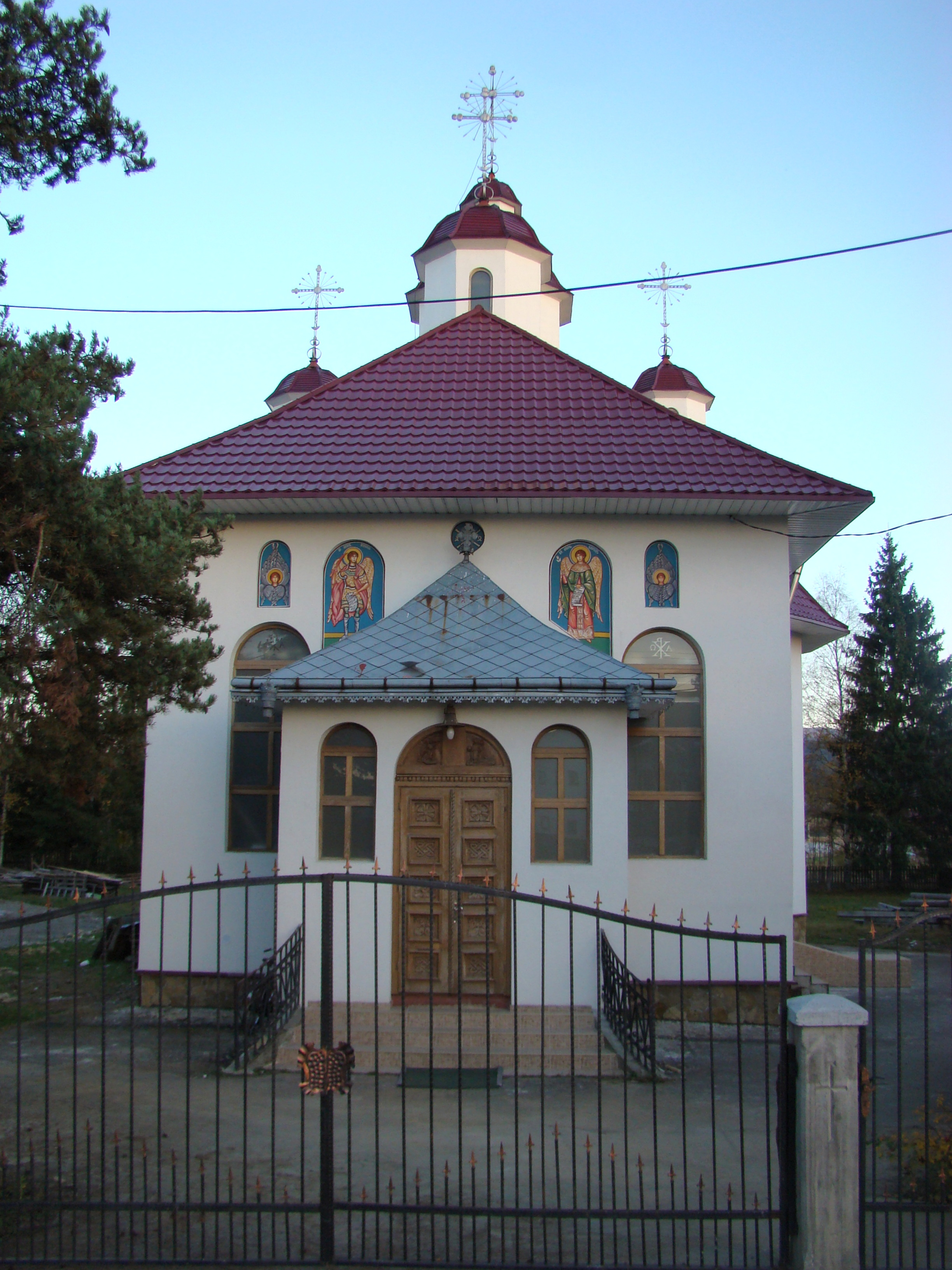
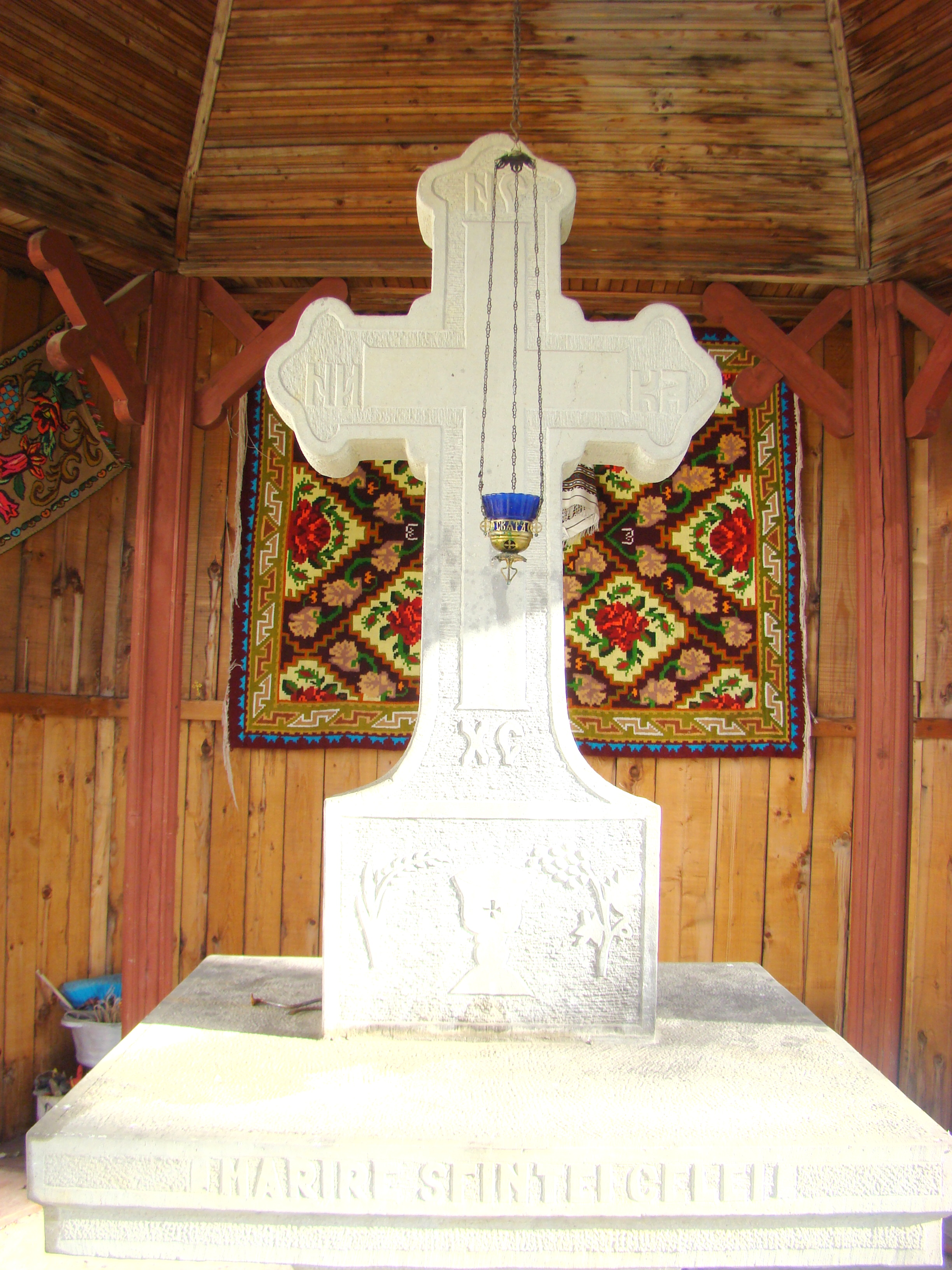
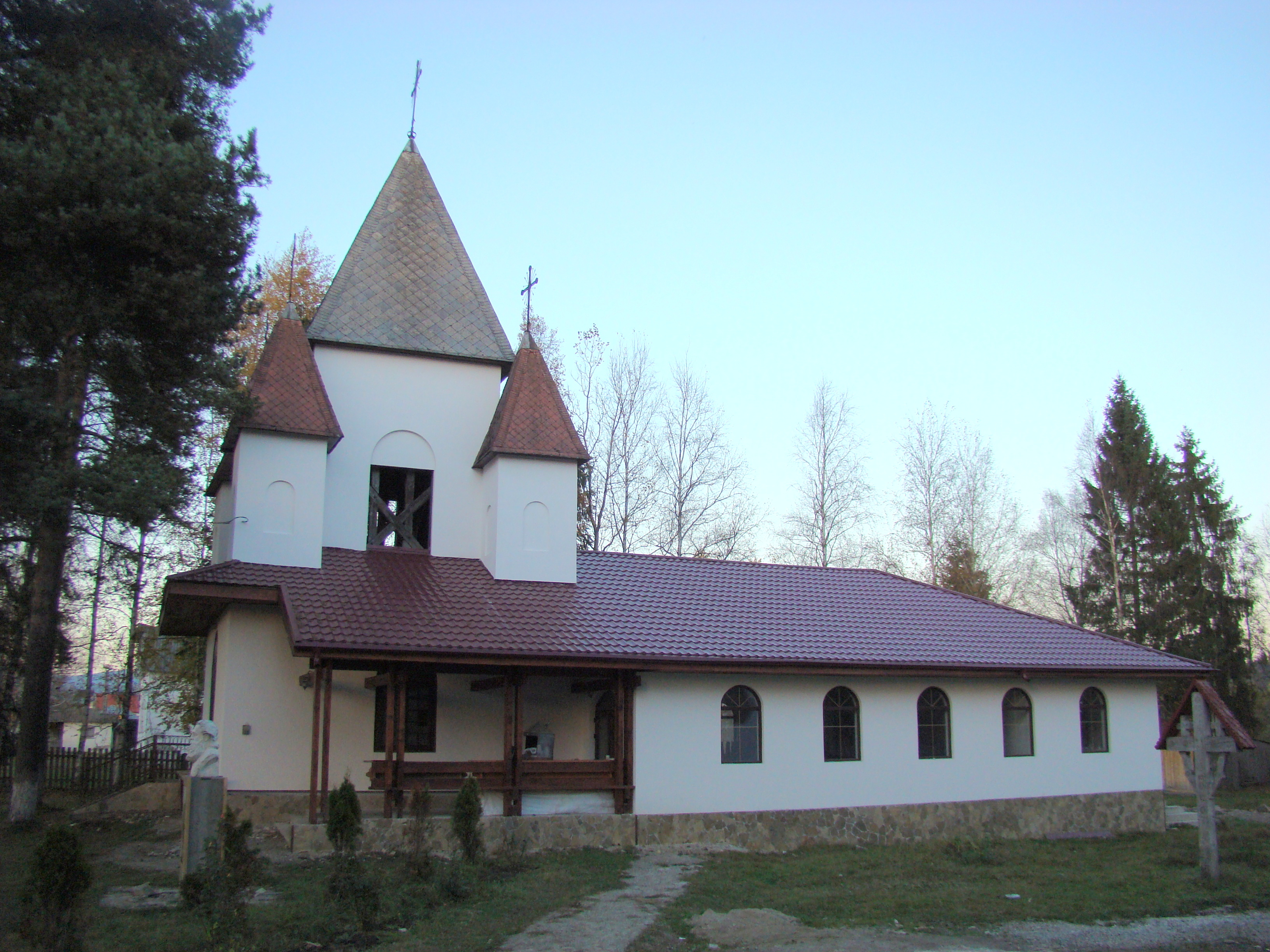
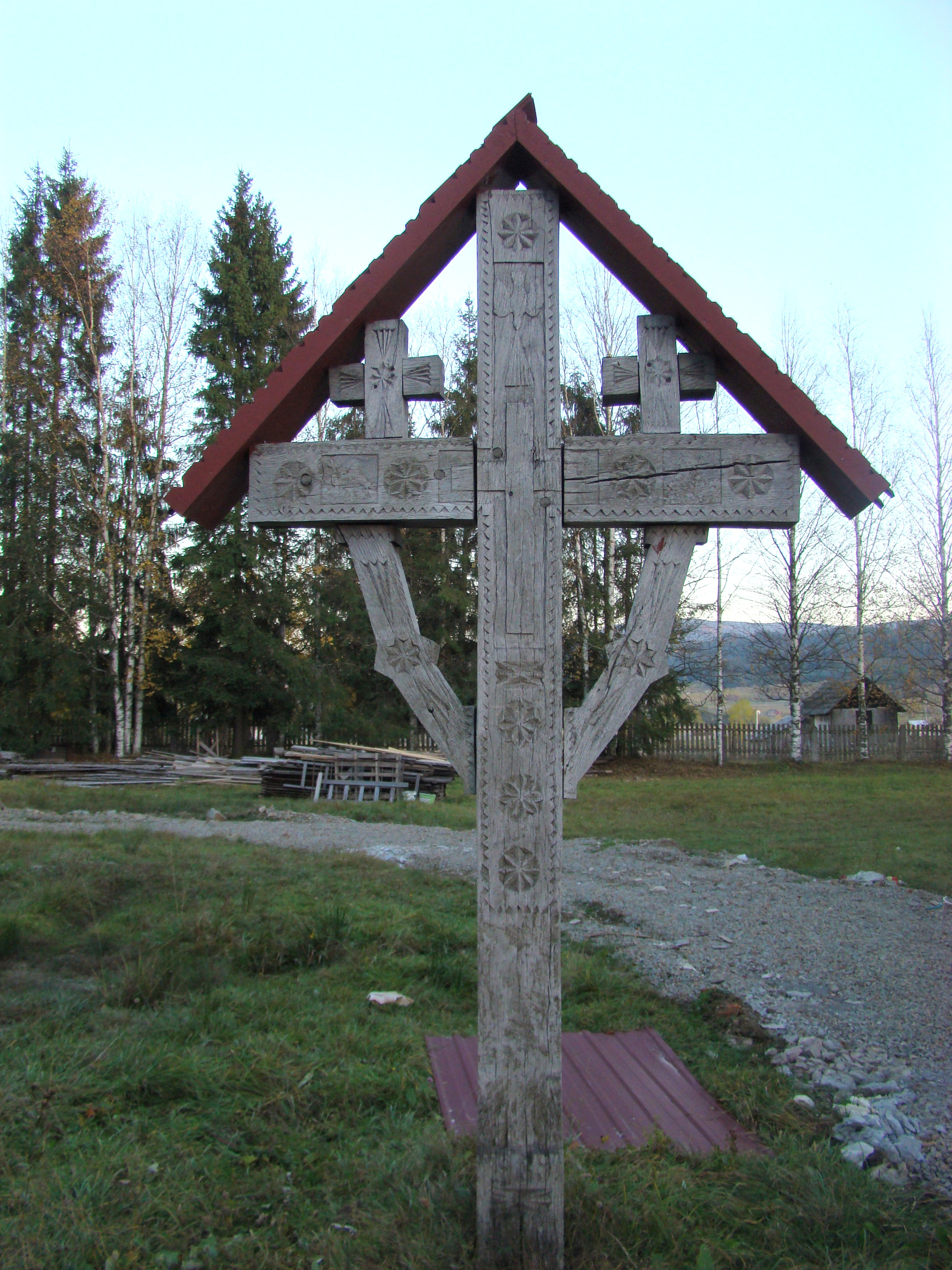
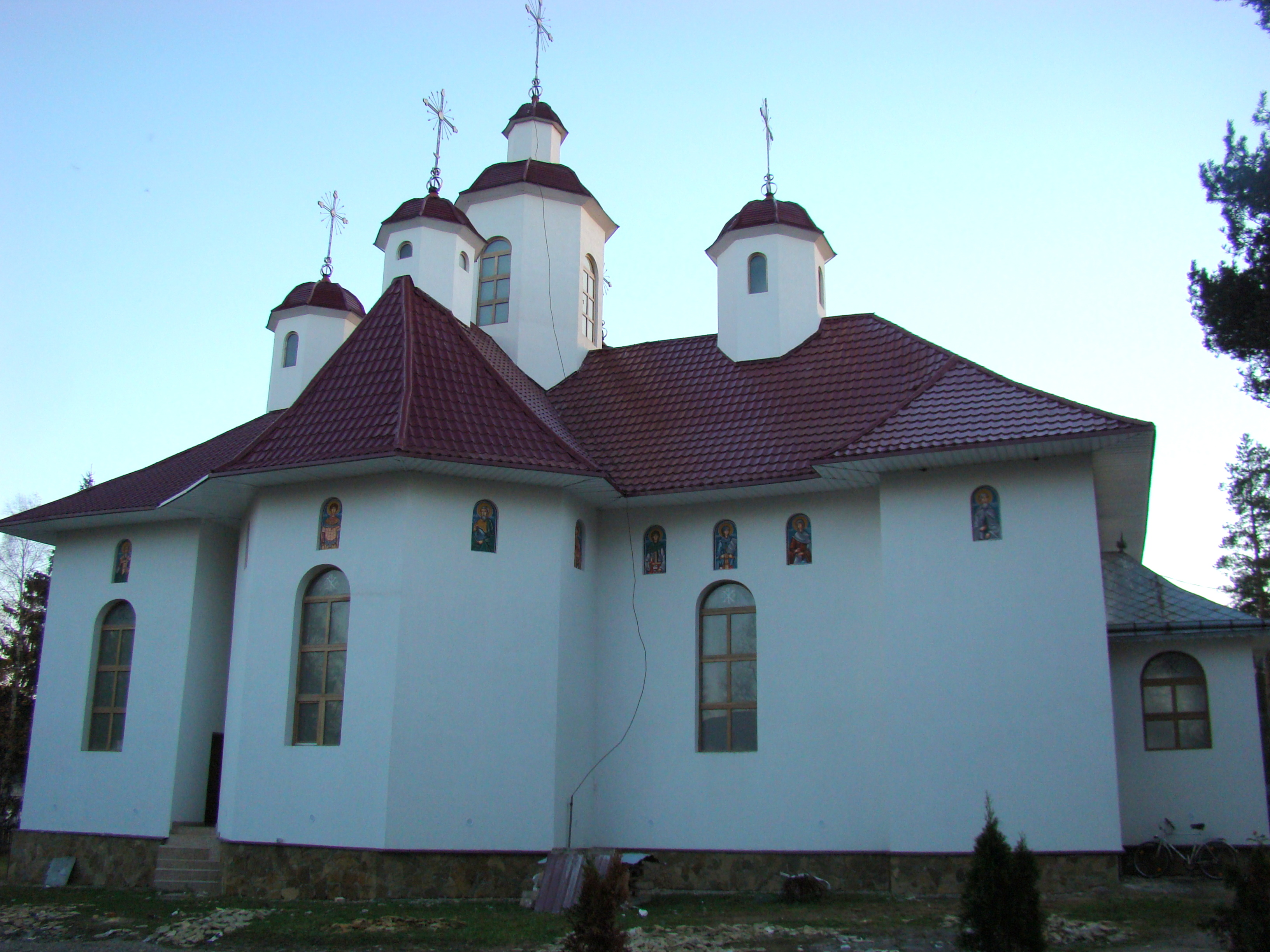
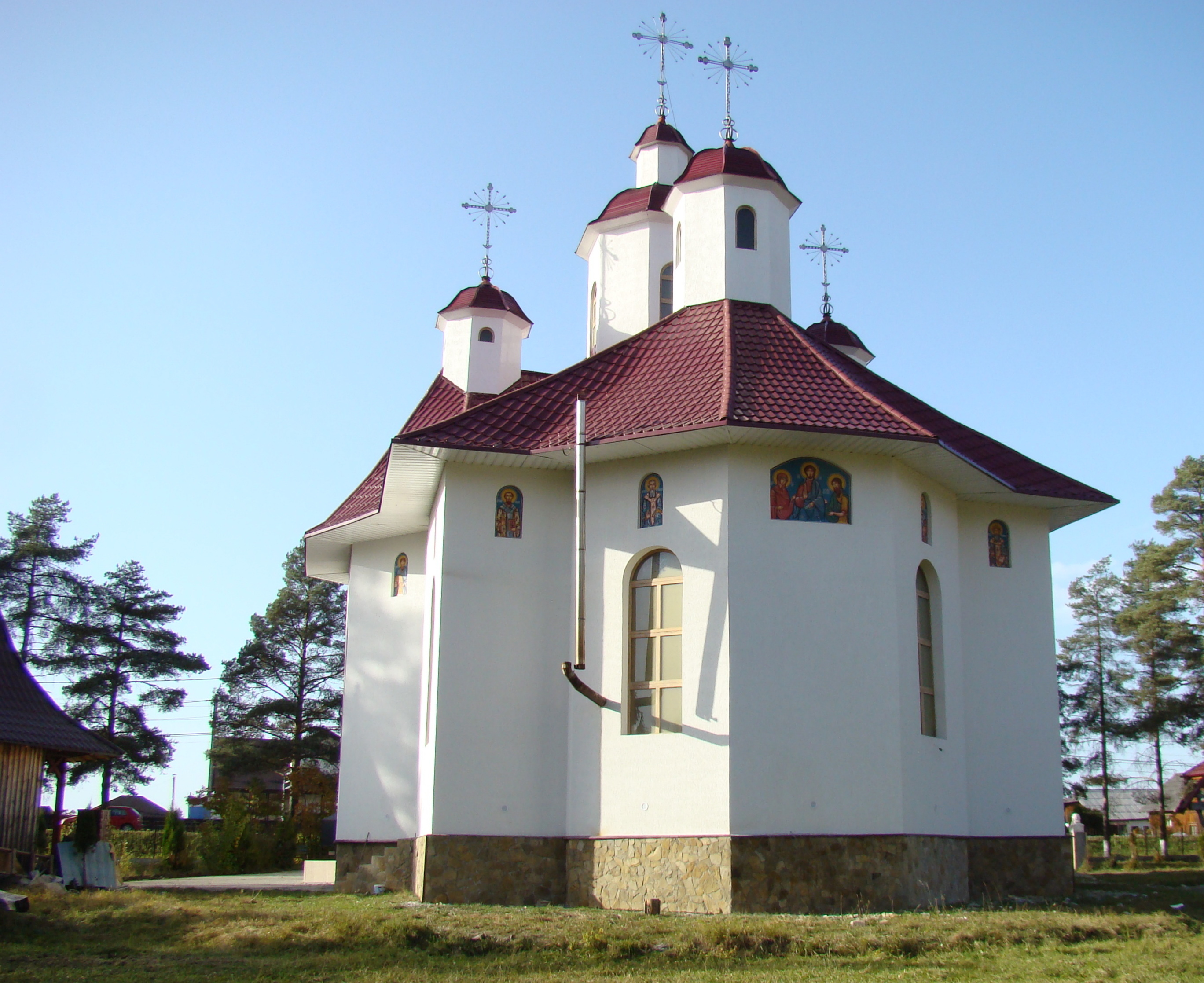
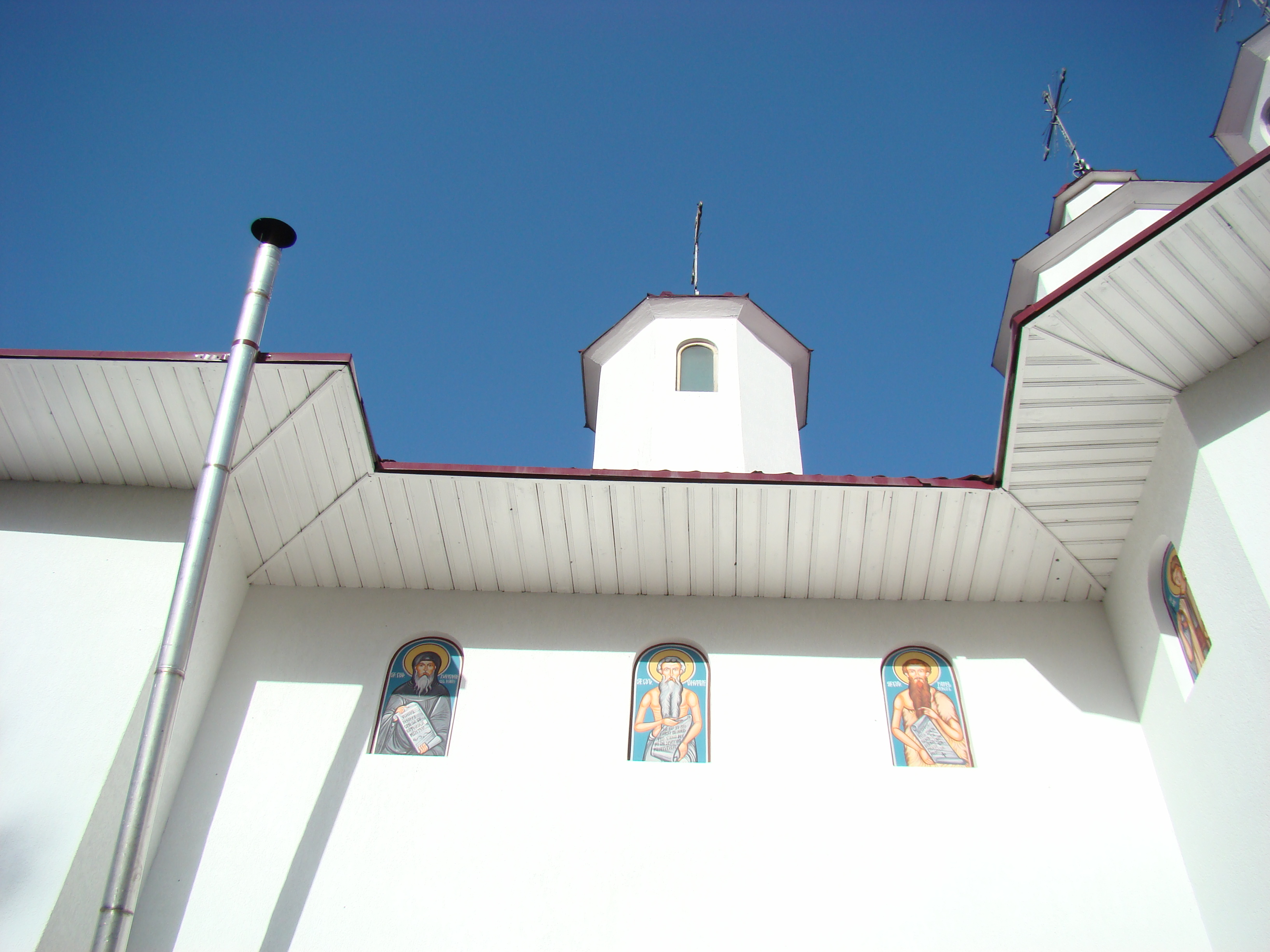
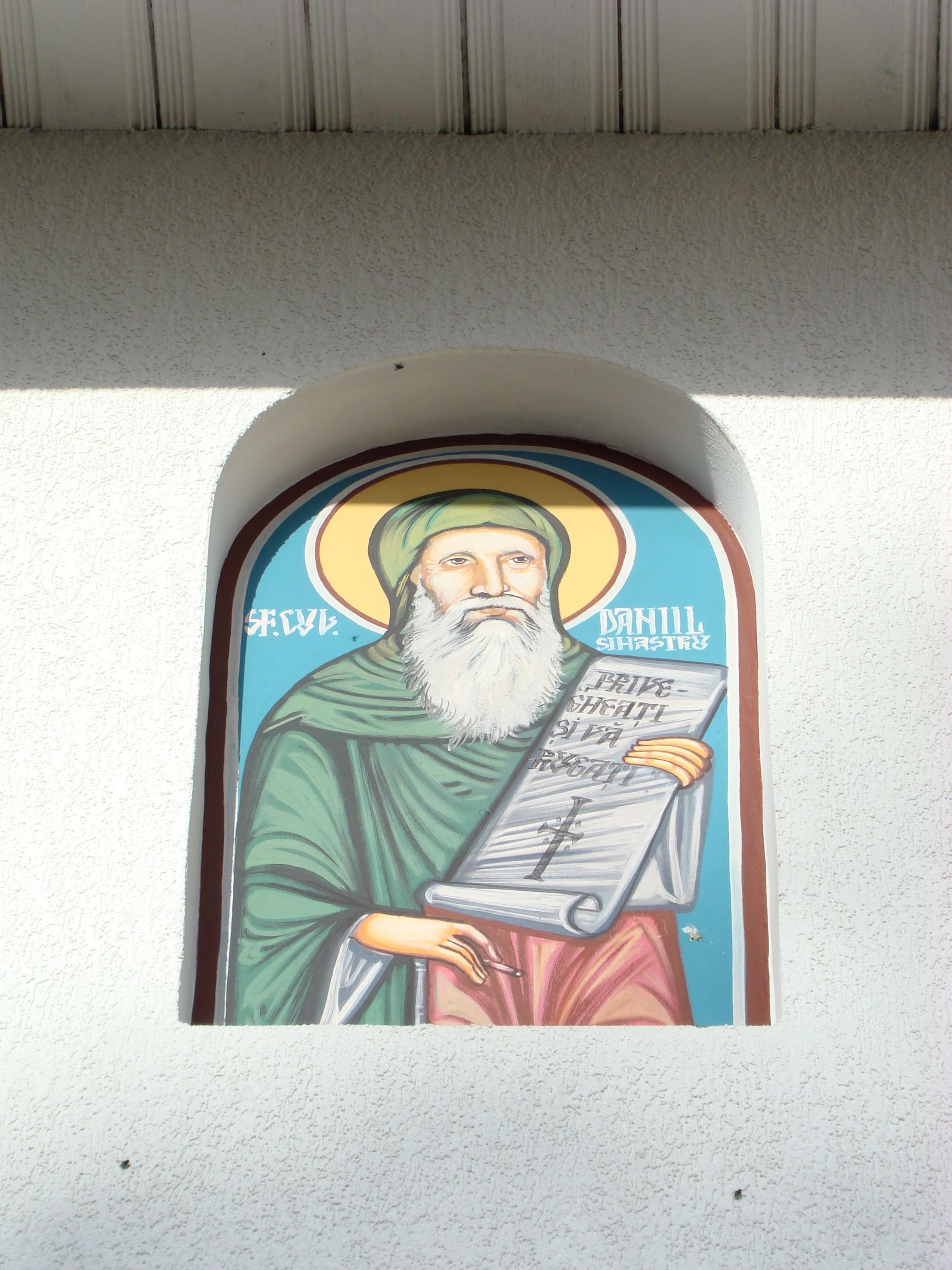
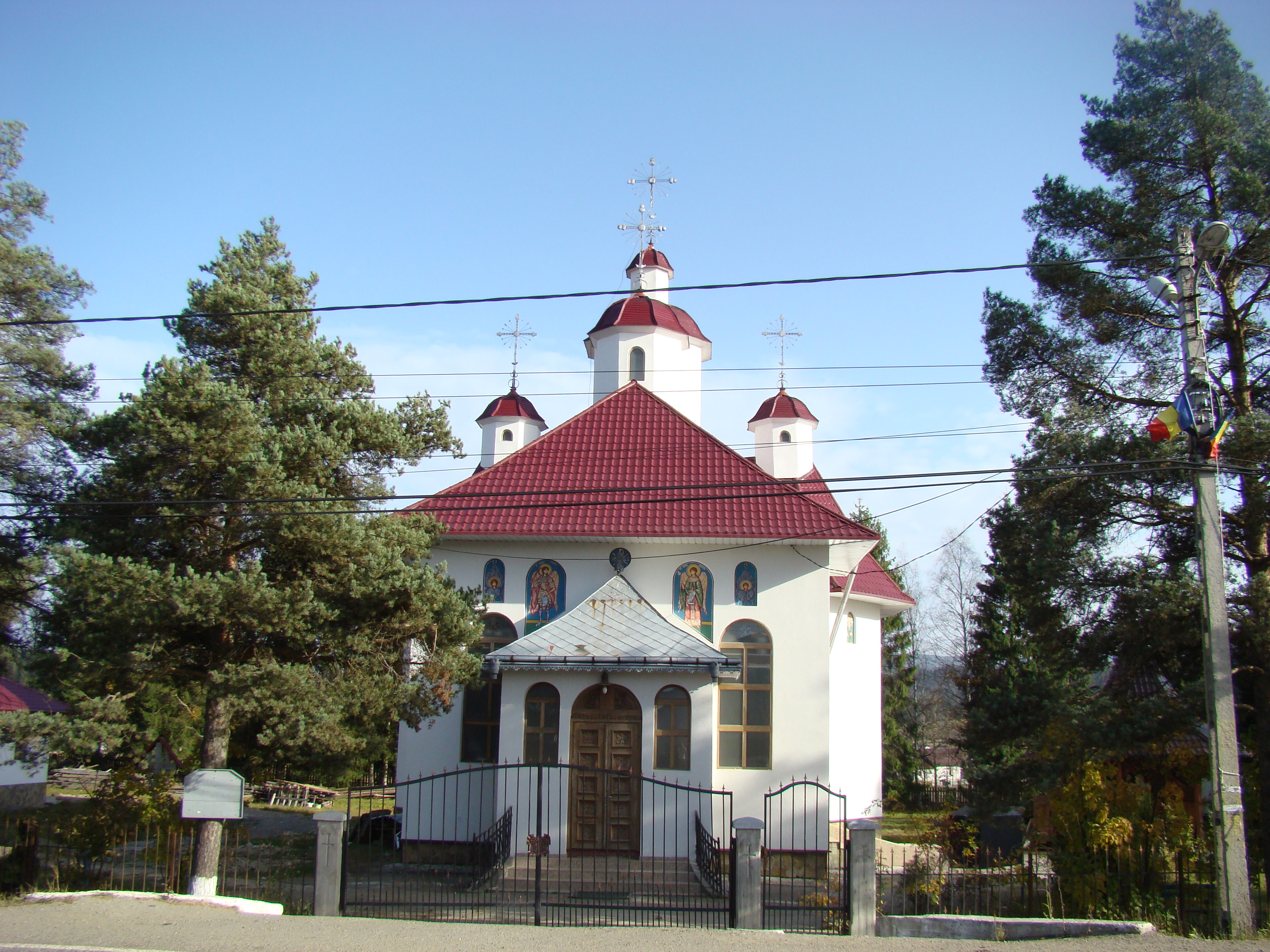
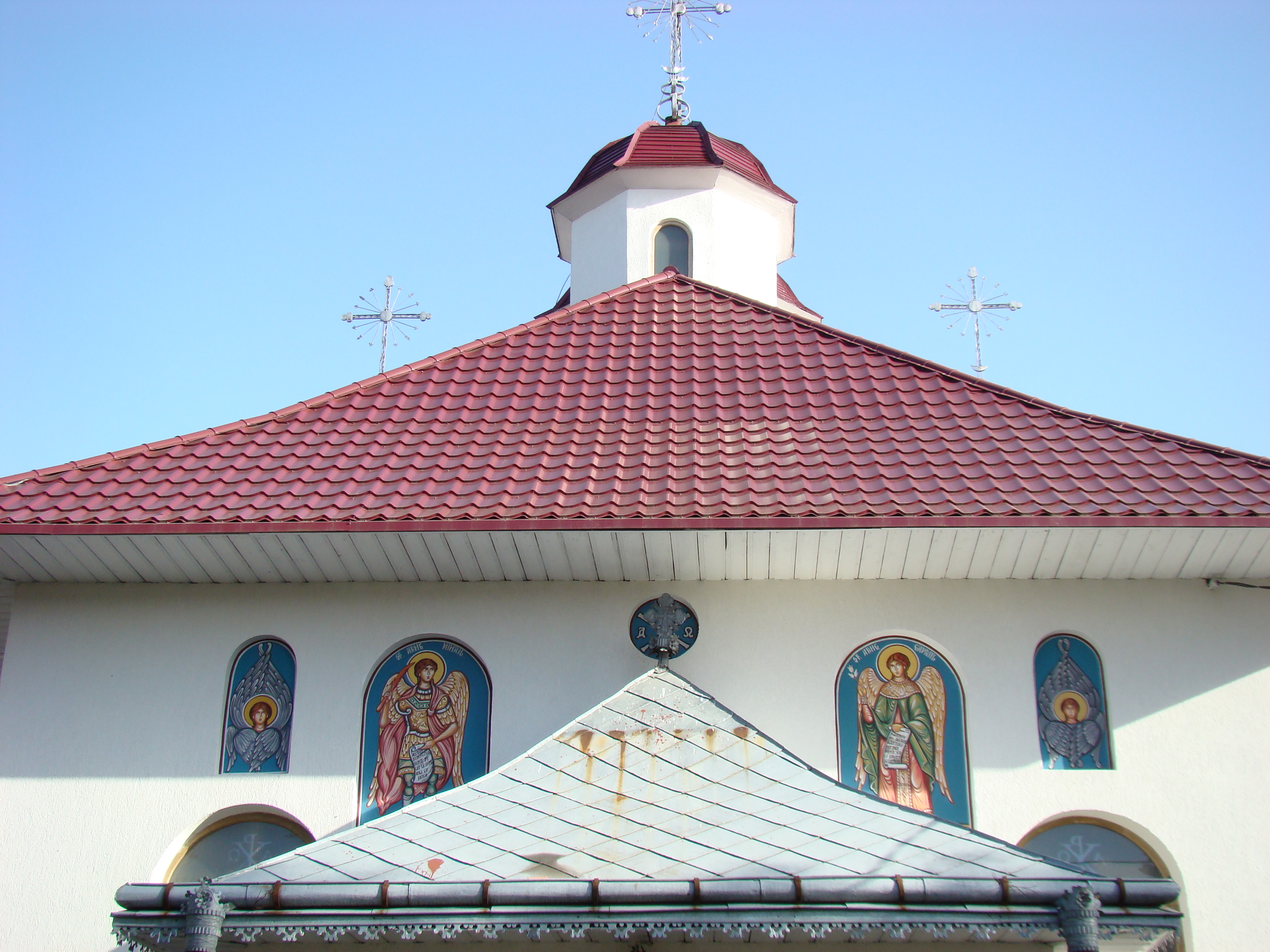
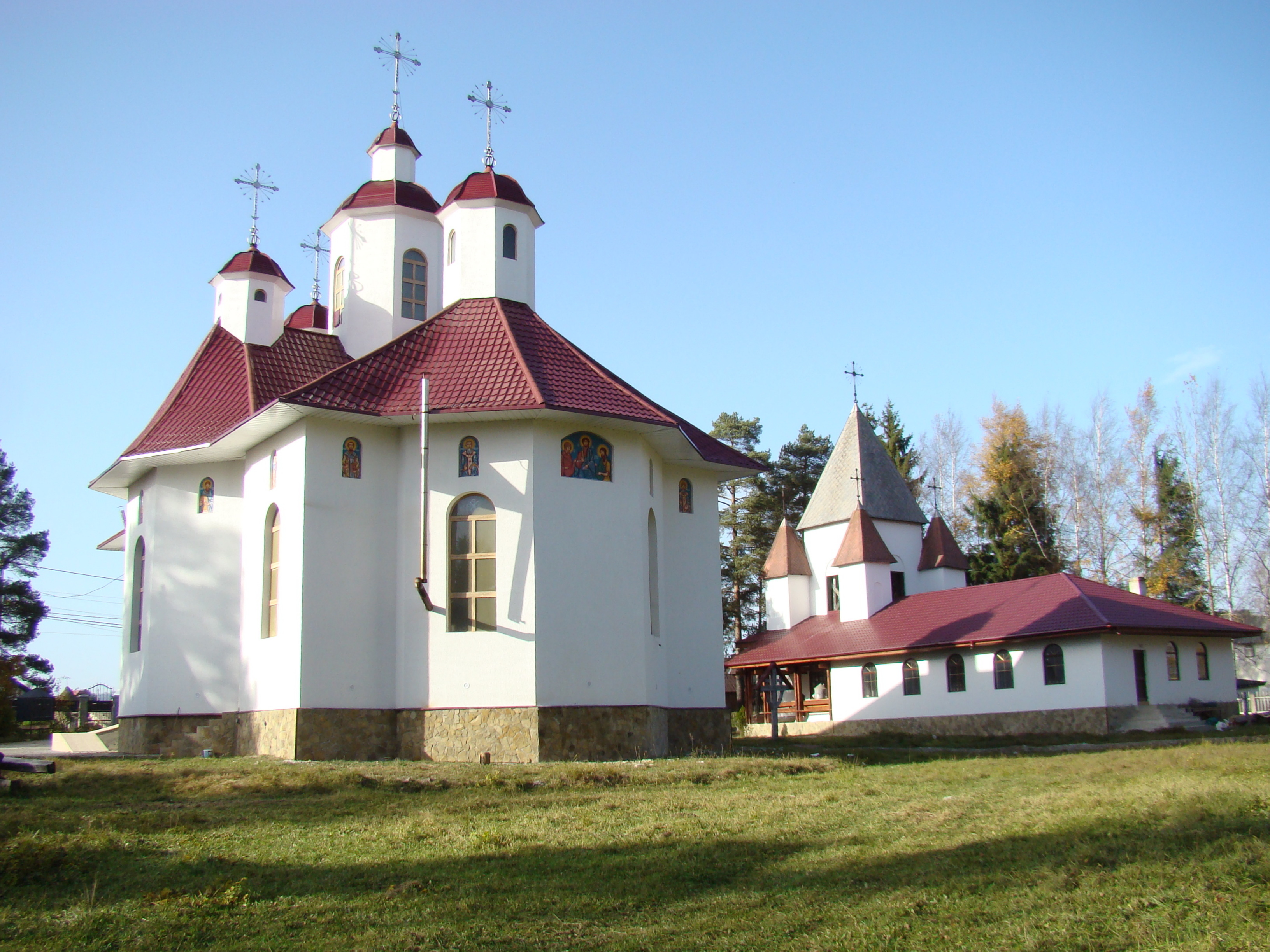
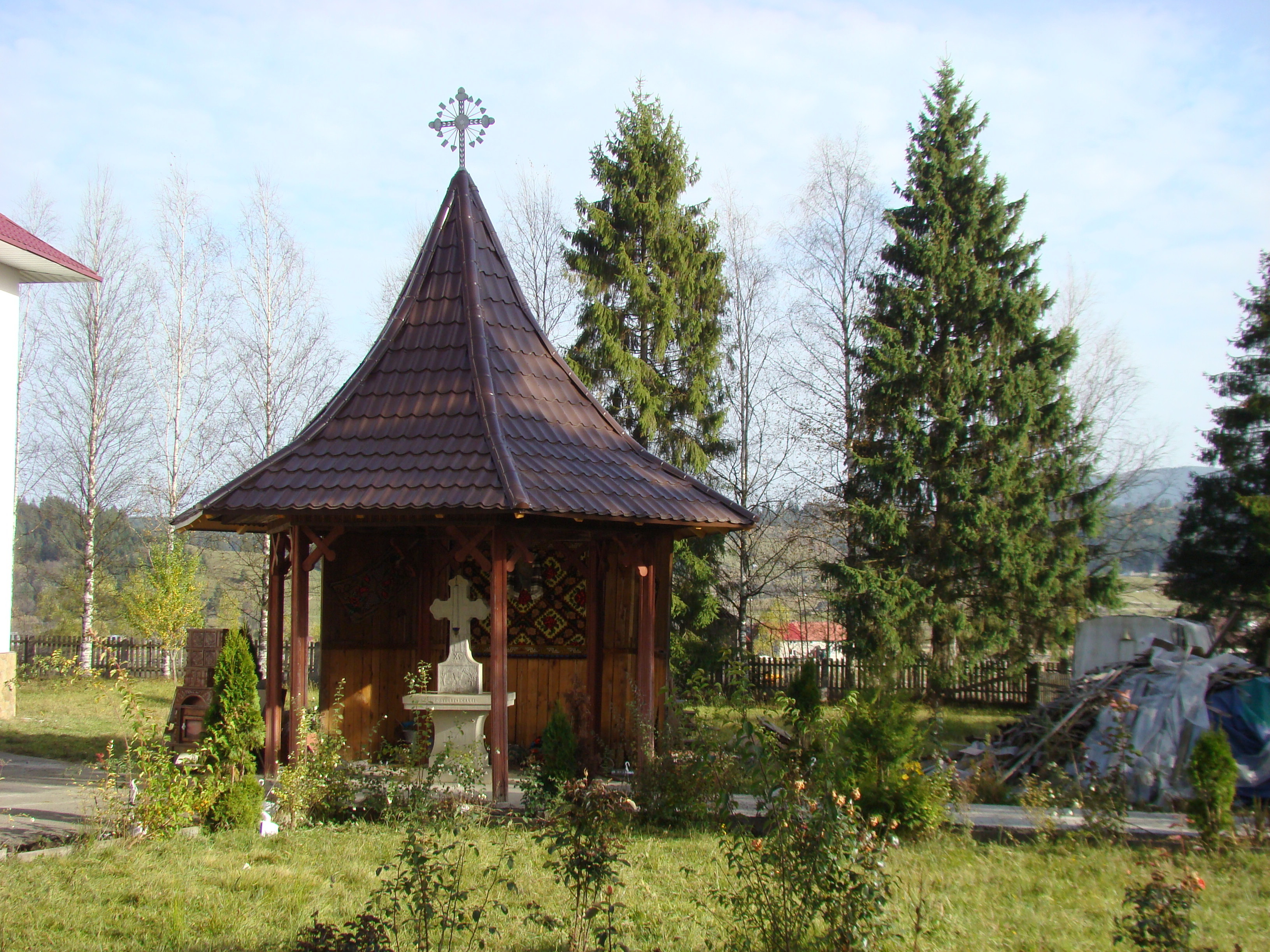
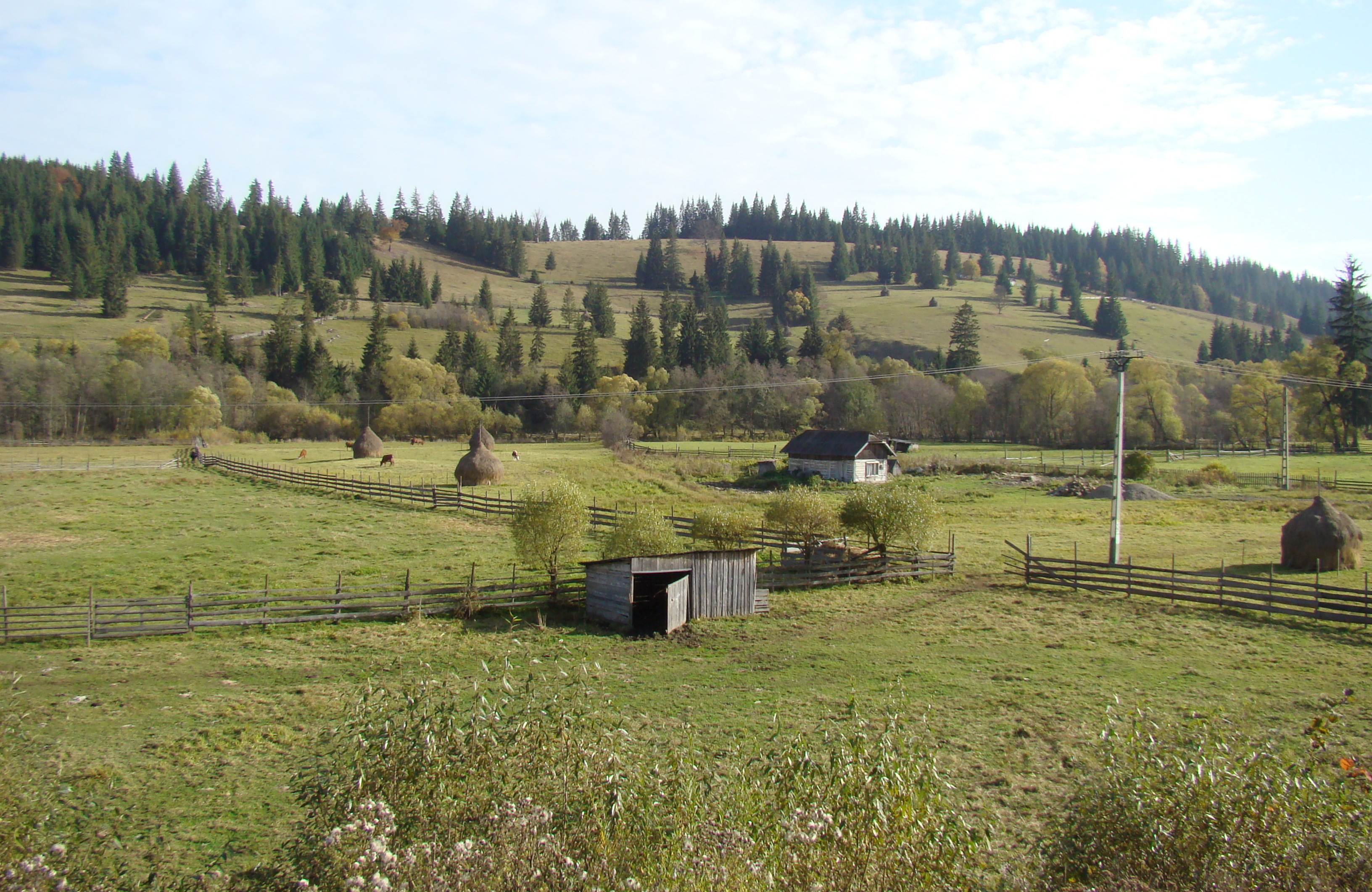